# 堀雅人
堀 雅人（ほり まさと）は、和歌山県串本町出身の、日本の柔道選手である。階級は95kg超級。

## 経歴
国士舘大学3年の時に正力国際95kg超級に出場すると、それまでは正力杯5位が個人戦の最高成績だった伏兵にもかかわらず予想外の活躍で決勝まで進み、世界選手権2位であるオランダのヴィリー・ヴィルヘルムを判定ながら破って優勝を飾った。大学を卒業後は串本古座高校や星林高校の教員となった。

## 戦績
- 1981年 - 優勝大会 2位
- 1982年 - 優勝大会 3位
- 1983年 - 正力杯 5位
- 1983年 - 優勝大会 5位
- 1984年 - 正力国際 優勝

(出典、JudoInside.com)。